# Puddingham Palace
Puddingham palace est une série de bande dessinée créée dans le journal Spirou n° 3105 du 15 octobre 1997 par Isa.

## Synopsis
La série raconte les péripéties de la princesse Agatha et d'une famille royale au style très anglais. La vie dans ce royaume est très farfelue et les sujets « biquets » de la reine ne sont autre que des animaux de tout genre.

## Personnages
- Reine Closeth II : Souveraine très conventionnelle et très à cheval sur le protocole, parfois jusqu'à l'extrême, ce qui est souvent à l'origine du gag. Parle constamment à la première personne du pluriel.
- Princesse Agatha : Fille de cette dernière, capricieuse et indisciplinée. Rêve sans cesse d'un prince charmant.
- Prince consort Edward : Époux de la reine, passant le plus clair de son temps à faire la sieste où à aller à la chasse. Est constamment vêtu d'un kilt.
- Duchesse Bovinia Bérénice Beaupis de Hauteleytère : Vache anthropomorphe, camarade de classe de la Princesse Agatha, aimant taquiner cette dernière.
- Ernest : Domestique du palais. C'est un chien anthropomorphe.
- Comte de Paonplemouth : Professeur de conventions de la Princesse Agatha. Son cours semble être le seul donné à son école.

## Publication

### Les albums
- Edition Dupuis :

1. Souriez, ta Majesté ! (2001)
2. Susucre, votre Altesse ? (2002)
3. La plus belle pour faire tapisserie (2003)
4. Une couronne pour son Altesse (2004)

### Pré-publication
La série a été publiée dans Spirou entre 1997 et 2004.